# HFML-FELIX

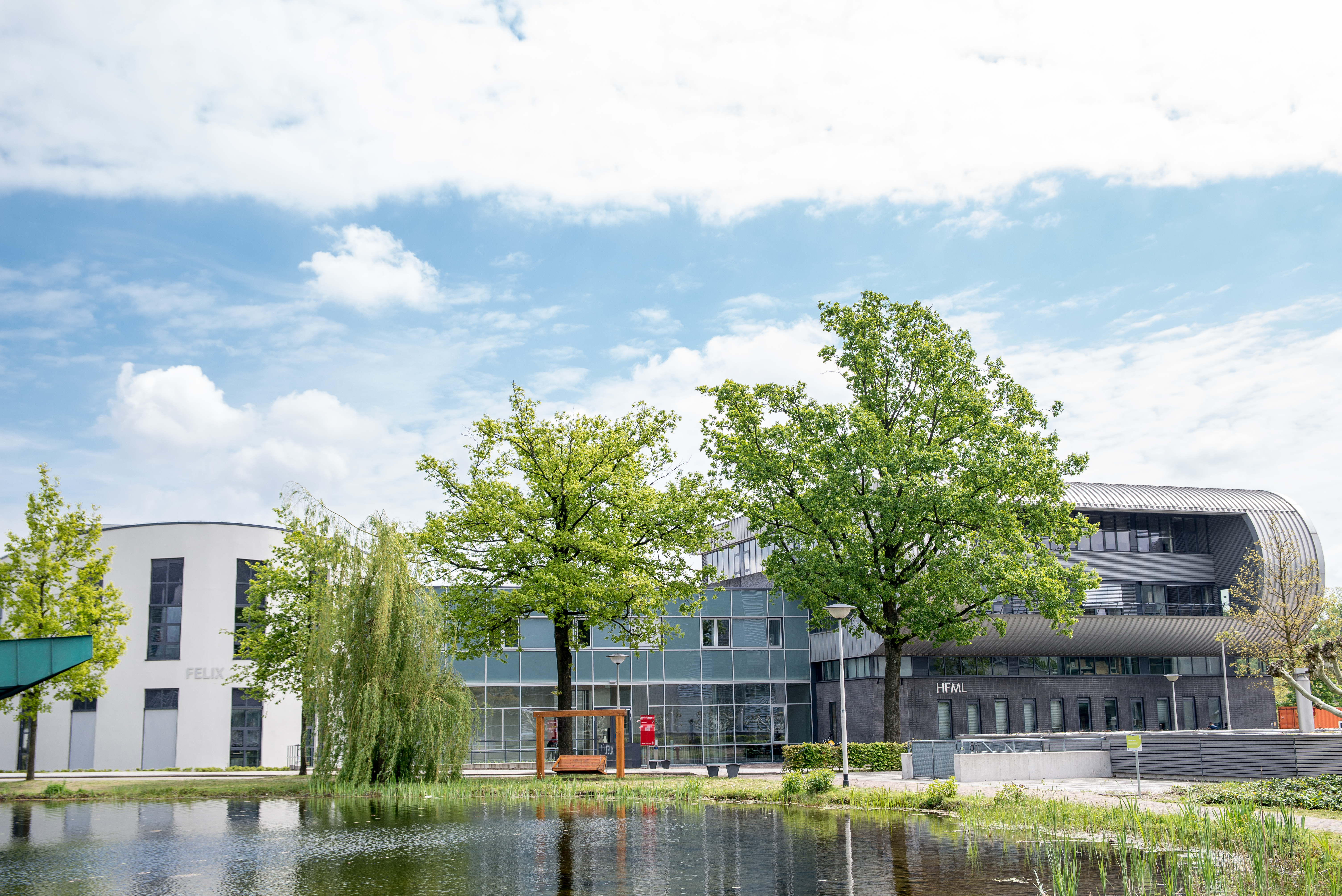
Het HFML-FELIX-gebouw

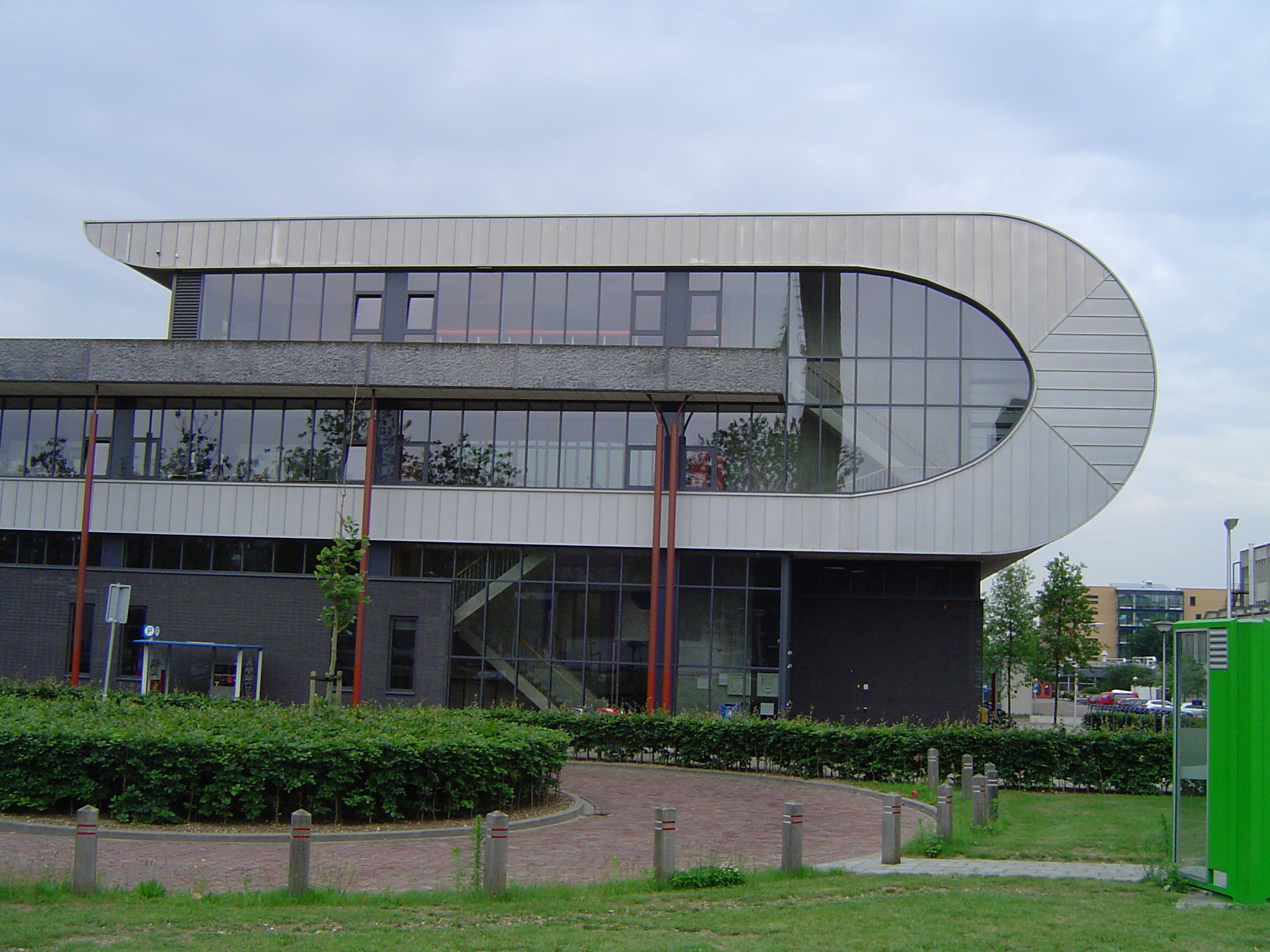
Het HFML-gebouw vanaf de zijkant, voordat het verbonden werd met FELIX

High Field Magnet Laboratory - Free Electron Laser for Infrared eXperiments (HFML-FELIX) een onderzoeksfaciliteit van de Radboud Universiteit en de Institutenorganisatie van NWO in de Nederlandse stad Nijmegen. Het is de enige plek ter wereld waar hoog-magnetische velden gekoppeld kunnen worden aan infrarood/THz-licht van vrije-elektronen-lasers voor fundamenteel en toegepast onderzoek.
De faciliteit staat niet alleen open voor de eigen medewerkers: ook wetenschappers van elders kunnen gebruik maken van de instrumenten die in het laboratorium staan. Zij kunnen daartoe twee keer per jaar een onderzoeksvoorstel indienen.

## Geschiedenis
Het HFML bestaat sinds 2003. In 2010 is besloten de laser-faciliteit FELIX/FELICE van FOM Rijnhuizen naar Nijmegen te verhuizen en te realiseren naast het HFML-complex. In 2015 werd de onderzoeksfaciliteit met behoud van de naam FELIX officieel geopend.
In 2018 kreeg de onderzoeksfaciliteit een miljoenensubsidie van het Ministerie van OCW voor uitbreiding van twee bestaande laboratoria, het moleculair identificatielab (waar eiwitstructuren nauwkeurig geïsoleerd en geïdentificeerd kunnen worden), het laboratorium voor lasers en magneten, en men kreeg subsidie voor een nieuw condensed matter lab dat onderzoek ging doen naar en met vastestoffysica.
De gebouwen van HFML en FELIX werden in 2019 met elkaar verbonden en ook de instrumenten kunnen worden gecombineerd.

## Instrumenten

### Magneten
De elektromagneten van HFML-FELIX zijn door het technisch personeel ontworpen en gebouwd. Er staan vijf magneten met een veldsterkte van 30 tot 38 tesla. Er wordt gewerkt aan een hybride magneet van 45 tesla. Onderzoek richt zich onder andere op nieuwe eigenschappen van materialen, het mogelijk maken van hoogtemperatuursupergeleiding en de mogelijkheden voor energiezuinige dataopslag met behulp van lasers en magneten.  

### Vrije elektronenlasers
HFML-FELIX heeft vier vrije-elektronenlasers (free-electron lasers ofwel FELs) die (ver) infrarood licht genereren met een zeer hoge intensiteit. Met het FEL-licht bestuderen onderzoekers de energieniveaus in moleculen en materialen die karakteristiek zijn voor hun eigenschappen. Het wordt bijvoorbeeld ingezet om moleculen op te sporen in complexe mengsels, zoals bloed of oppervlaktewater. Zo worden nieuwe biomarkers ontdekt, of kan de exacte structuur van nieuwe designerdrugs in kaart worden gebracht. Daarnaast maakt het FEL-licht het mogelijk om chemische processen zoals fotosynthese te bestuderen per picoseconde.

## Onderzoeksmogelijkheden
Door de magneten, die tot de sterkste ter wereld behoren, te combineren met zeer intens infrarood licht van de vrije elektronenlasers ontstaan extreme omstandigheden. Hiermee kunnen materialen met een ongekende precisie worden onderzocht. Doordat ze worden blootgesteld aan tot dusver onbekende omstandigheden, kunnen nieuwe functies naar voren komen. Er kan onderzoek worden gedaan naar een breed spectrum van fysische, chemische en biologische verschijnselen. Onderzoekers uit de hele wereld komen naar Nijmegen om vrijwel alle toestanden van materialen, in de vaste, vloeibare en gasvormige fase, te onderzoeken, te controleren en te manipuleren, met een sterke nadruk op materialen voor de energiesector en de gezondheidszorg.